# Вихрущ Анатолій Володимирович
Анатолій Володимирович Вихрущ (нар. 18 квітня 1955, смт. Ланівці Тернопільської області) — український вчений у галузі педагогіки, доктор педагогічних наук (1994), професор (2011), завідувач кафедри української мови Тернопільського національного медичного університету імені І.Я.Горбачевського. Заслужений працівник освіти України. Автор передач на тернопільському радіо і телебаченні "Розмови про важливе" [Архівовано 21 квітня 2021 у Wayback Machine.], "Тернопіль і тернополяни". Громадський діяч. Син Володимира Вихруща.  

## Життєпис
Закінчив Тернопільський педагогічний інститут (нині університет, 1977), у якому викладав до 1995 року. З 1981 р. до 1984 р. навчався в аспірантурі, з 1991 р. до 1994 р. — у докторантурі при Київському педагогічному інституті.
1995 р. — проректор з наукової роботи, 2001—2004 рр. — ректор Тернопільського експериментального інституту педагогічної освіти.
2004—2005 рр. — проректор з гуманітарної освіти та виховання Тернопільської академії народного господарства (нині економічний університет), до 2019 р. — викладач ТНЕУ. 
2005—2008 рр. — заступник голови Тернопільської обласної державної адміністрації.
З вересня 2019 року — завідувач кафедри української мови Тернопільського національного медичного університету імені І. Я. Горбачевського
Голова Тернопільської крайової організації НРУ [Архівовано 15 травня 2021 у Wayback Machine.].
Досліджує питання історії педагогіки, професійної педагогіки, закономірності розвитку особистості.

## Наукова діяльність
У 1984 році захистив кандидатську дисертацію на тему «Формування активної життєвої позиції старшокласників у процесі продуктивної праці (на прикладі МНВК)» за спеціальністю 13.00.01 — загальна педагогіка та історія педагогіки.
У 1994 році захистив докторську дисертацію на тему «Трудова підготовка учнів у загальноосвітніх школах України (історико—педагогічний аналіз та перспективи)» (спеціальність 13.00.01 — загальна педагогіка та історія педагогіки) у спеціалізованій раді Українського державного педагогічного університету імені М. Драгоманова.
Член спеціалізованої вченої ради Д 36.053.01 у Дрогобицькому державному педагогічному університеті імені Івана Франка.
З травня 2024 року рецензент художньо-аналітичного альманаху «Кременецький культурний контекст».

## Доробок
Створив наукову школу з питань історії педагогіки. 
Підготував 39 кандидатів і вісім докторів наук, відомий в Європі як дослідник закономірностей розвитку освітніх систем та педагогічної персонології. 
Автор більше 100 наукових праць, у тому числі 5 монографій. 
Поєднував викладацьку роботу в Україні з лекціями для студентів Польщі (Ряшів, Люблін, Кельці, Ярослав). 
Видав збірки поезій «Розмова з батьком», «Квіти для мами», «Медитація», «Вибране для вибраних».

## Нагороди
У 2015 році присвоєно звання «Заслужений працівник освіти України». 
У 2015 р. Національна Академія Педагогічних Наук України нагородила А. В. Вихруща почесним знаком «К. Д. Ушинський».